# Echoes: The Best of Pink Floyd
Echoes: The Best of Pink Floyd es un álbum recopilatorio que contiene las grabaciones de los álbumes de 1967 a 1994 de la banda de rock progresivo Pink Floyd, lanzado el 5 de noviembre de 2001 en el Reino Unido y un día después en Estados Unidos. El 24 de noviembre de ese año ocupó el número 2 del Billboard 200 con 214.650 copias vendidas (el número 1 en Estados Unidos mantuvo Britney Spears con su álbum Britney, aunque desplazó el álbum de Michael Jackson Invincible a la tercera posición).[cita requerida] El disco se mantuvo en lista 26 semanas, obteniendo el disco de oro, platino y doble platino de la RIAA el 8 de enero de 2002.[cita requerida]

## Historia
Echoes es el primer álbum en formato CD que incluye el tema «When the Tigers Broke Free», incluido en la película The Wall (apareció más tarde en 2004 con la reedición de The Final Cut con una mezcla diferente).
El recopilatorio recorre la carrera de Pink Floyd desde su primer single «Arnold Layne», de 1967, hasta «High Hopes», la canción que cierra su penúltimo disco de estudio, The Division Bell, editado en 1994. Las veintiséis canciones, remasterizadas para la edición y no ordenadas cronológicamente, se funden con el tema siguiente en el disco, de manera que no se existen espaciados entre canciones (aparte del cambio de disco después de la canción trece), este efecto es obra del productor e ingeniero James Guthrie.
El álbum ha sido criticado por algunos fanes de Pink Floyd por falta de material de los discos Music from the Film More, Ummagumma, Atom Heart Mother y Obscured by Clouds, además de por las versiones recortadas de «Echoes», «Marooned», «Shine on You Crazy Diamond», «Sheep» y «High Hopes» incluidas en el disco.

## Diseño
El diseño gráfico del disco es un collage de imágenes clásicas de Pink Floyd, incluyendo fragmentos de vídeos musicales y portadas de discos o sencillos. Aquí hay una lista con todas las imágenes:
- El hombre de negocios en llamas de Wish You Were Here. En algunas ediciones, un jugador de tenis de mesa (del video de «High Hopes» de The Division Bell).
- En algunas ediciones, al lado del hombre en llamas, un objetivo (ojos de las cabezas metálicas de The Division Bell).
- Los martillos de The Wall.
- Debajo de estos, una fotografía de la banda en sus primeros años.
- Una pared de ladrillos, representando The Wall.
- Un hacha, que podría pertenecer a «Careful with that Axe, Eugene» o a la canción «One of My Turns» del álbum The Wall (run to the bedroom, on the suitcase on the left, you’ll find my favourite axe).
- Una bicicleta, refiriéndose a «Bike» de The Piper at the Gates of Dawn.
- Un militar, del álbum The Final Cut o de The Wall.
- Una pecera, de la canción «Wish You Were Here» (how I wish, how I wish you were here, were just two lost souls swimming in a fish bowl).
- Vacas de porcelana (Atom Heart Mother)
- Cerdos de porcelana (Animals)
- Una repetición de ventanas infinitamente similar a Ummagumma.
- Pequeños prismas simbolizando a The Dark Side of the Moon.
- Botellas de vidrio de A Saucerful of Secrets.
- Un póster de Shine On.
- Un hombre llevando el traje de bombillas de Delicate Sound of Thunder.
- Un póster de The Piper at the Gates of Dawn.
- Una bola de espejos (se usó en la canción «Comfortably Numb» en la presentación de la banda en Earls Court en 1994, grabado en el DVD P•U•L•S•E).
- Hay un espejo, como el de la portada del sencillo «On the Turning Away».
- En el campo se ve un cerdo de cal, del álbum Animals.
- Al lado del espejo, otra portada de Echoes.
- Un campo de cebada (del video de «The Scarecrow»).
- En algunas ediciones, aparecen los hombres de negocios saludándose de mano mientras uno está en llamas, de Wish You Were Here.

Si vamos hasta el final del booklet, encontramos otra parecida, con distintas imágenes:
- La mucama de A Momentary Lapse of Reason, que curiosamente está llorando («Sorrow», que en Español se traduce a sufrimiento). En algunas ediciones está un hombre en traje mirando hacia la pared, referencia a The Wall.
- Las máscaras de los 4 integrantes de Pink Floyd que se notan tenues, son las máscaras del disco doble en vivo Is There Anybody Out There? The Wall Live 1980-1981.
- Un avión, que puede ser referencia a «Learning to Fly» de A Momentary Lapse of Reason; puede simbolizar el avión que estalla en «On the Run», en el DVD P•U•L•S•E; referencia a «Money» de The Dark Side of the Moon (I think I need a Lear jet) o el avión que se estrella al final de la canción «In the Flesh?» de The Wall.
- La pareja de bailarines de A Collection of Great Dance Songs.
- La cama de fierro de A Momentary Lapse of Reason.
- El lago de The Rower con un bote de remos (contraportada de A Momentary Lapse of Reason y usado en las proyecciones de la gira A Momentary Lapse of Reason Tour en la canción «Signs of Life»).
- El otro hombre de negocios de Wish You Were Here (En este caso, no está en llamas). En algunas ediciones, es reemplazado por otra mucama de A Momentary Lapse of Reason.
- La oreja bajo el agua de Meddle, en un cuadro.
- Las cabezas metálicas de The Division Bell.
- Un velo rojo, de Wish You Were Here.
- Al lado, un nadador (que aparece en una de las postales de Wish You Were Here).
- Otra vez aparecen los cerdos (Animals) y vacas (Atom Heart Mother) de porcelana.
- Dos discos, uno arriba del otro, como los ojos en la carátula del DVD P•U•L•S•E.

Dentro del booklet, encontramos en otro collage similar, sirve para marcar el final de las letras de las canciones del disco 1 y 2:
- Una persona en una bicicleta en un campo similar al video de «High Hopes» de The Division Bell o la canción «Bike» de The Piper at the Gates of Dawn.
- El torso de un maniquí sin ropa como en el video musical de «Arnold Layne».
- La portada de The Piper at the Gates of Dawn enmarcada.
- Unos zapatos similares a los que aparecen en el video de «The Fletcher Memorial Home» de The Final Cut.
- Otra vez aparecen los cerdos (Animals) y vacas (Atom Heart Mother) de porcelana.

## Lista de canciones

### Disco uno
1. "Astronomy Domine" – 4:10 (de The Piper at the Gates of Dawn, 1967)
2. "See Emily Play" – 2:47 (Single, apareció también en las ediciones estadounidenses y japonesas de The Piper at the Gates of Dawn, 1967)
3. "The Happiest Days of Our Lives" – 1:38 (del álbum The Wall, 1979)
4. "Another Brick in the Wall (Part 2)" – 4:01 (del álbum The Wall, 1979)
5. "Echoes" – 16:30 (recortada) (del álbum Meddle, 1971)
6. "Hey You" – 4:39 (del álbum The Wall, 1979)
7. "Marooned" – 2:02 (recortada) (del álbum The Division Bell, 1994)
8. "The Great Gig in the Sky" – 4:39 (del álbum Dark Side of the Moon, 1973)
9. "Set the Controls for the Heart of the Sun" – 5:20 (del álbum A Saucerful of Secrets, 1968)
10. "Money" – 6:29 (del álbum Dark Side of the Moon, 1973)
11. "Keep Talking" – 5:57 (del álbum The Division Bell, 1994)
12. "Sheep" – 9:46 (recortada) (del álbum Animals, 1977)
13. "Sorrow" – 8:45 (del álbum A Momentary Lapse of Reason, 1987)

### Disco dos
1. "Shine on You Crazy Diamond (Partes 1-7)" – 17:32 (recortada) (del álbum Wish You Were Here, 1975)
2. "Time" (con "Breathe (Reprise)") – 6:48 (del álbum Dark Side of the Moon, 1973)
3. "The Fletcher Memorial Home" – 4:07 (del álbum The Final Cut, 1983)
4. "Comfortably Numb" – 6:53 (incluye "Bring the Boys Back Home" - del álbum The Wall, 1979)
5. "When the Tigers Broke Free" – 3:42 (de la película The Wall)
6. "One of These Days" – 5:14 (recortada) (del álbum Meddle, 1971)
7. "Us and Them" – 7:51 (del álbum Dark Side of the Moon, 1973)
8. "Learning to Fly" – 4:50 (del álbum A Momentary Lapse of Reason, 1987)
9. "Arnold Layne" – 2:52 (single, 1967; que se incluye en el álbum Relics de 1971)
10. "Wish You Were Here" – 5:20 (del álbum Wish You Were Here, 1975)
11. "Jugband Blues" – 2:56 (del álbum A Saucerful of Secrets, 1968)
12. "High Hopes" – 6:59 (recortada) (del álbumThe Division Bell, 1994)
13. "Bike" – 3:24 (del álbum The Piper at the Gates of Dawn, 1967)

## Opciones descartadas
Según declaraciones de James Guthrie, las siguientes canciones fueron descartadas para la edición final:
- "Brain Damage" (Waters; del álbum The Dark Side of the Moon)
- "Eclipse" (Waters; del álbum The Dark Side of the Moon)
- "Interstellar Overdrive" (Barrett, Waters, Wright, Mason; del álbum The Piper at the Gates of Dawn)
- "Careful with that Axe, Eugene" (Waters, Wright, Gilmour, Mason; cara B de "Point Me at the Sky", que apareció en los álbumes recopilatorios Relics y The Early Singles, una versión en vivo aparece en el disco 1 del álbum Ummagumma)
- "Fearless" (Gilmour/Waters; del álbum Meddle)
- "Speak to Me/Breathe (In the Air)" (Waters, Gilmour, Wright, Mason; del álbum The Dark Side of the Moon) [Breathe (Reprise) incluida en Time]
- "Paranoid Eyes" (Waters; del álbum The Final Cut)
- "Mother" (Waters; del álbum The Wall)
- "Your Possible Pasts" (Waters; del álbum The Final Cut)
- "Fat Old Sun" (Gilmour; del álbum Atom Heart Mother)
- "San Tropez" (Waters; del álbum Meddle)
- "Atom Heart Mother" [Recortada] (Waters, Wright, Gilmour, Mason, Geesin; del álbum Atom Heart Mother)
- "If" (Waters; del álbum Atom Heart Mother)
- "Grantchester Meadows" (Waters; del álbum Ummagumma)
- "Scarecrow" (Barrett, del álbum The Piper at the Gates of Dawn)
- "Chapter 24" (Barrett; del álbum The Piper at the Gates of Dawn)
- "Dogs" (Gilmour, Waters; del álbum Animals)
- "Nobody Home" (Waters; del álbum The Wall)
- "Young Lust" (Waters, Gilmour; del álbum The Wall)
- "The Gunner's Dream" (Waters; del álbum The Final Cut)

## Créditos
- Syd Barrett - Guitarra y voz en "Astronomy Domine", "See Emily Play", "Arnold Layne", "Jugband Blues" y "Bike" y guitarra en "Set the Controls for the Heart of the Sun".
- Roger Waters - Bajo, guitarra en "Sheep", efectos y voz.
- David Gilmour - Guitarras, bajo sin trastes en "Hey You", bajo en "Sheep" y "High Hopes", teclados adicionales, programación de la percusión de "Sorrow" y voz.
- Richard Wright - Teclados, órgano, piano, sintetizadores, clavinet y voz
- Nick Mason - Batería, percusión, efectos musicales y frase hablada en "One of These Days".

con
- James Guthrie - Remasterizado, Percusión en "The Happiest Days of Our Lives".
- Islington Green School - coros en "Another Brick in the Wall (Part 2)".
- Pontardulais Male Voice Choir dirigido por Noel Davis - coros en "When the Tigers Broke Free".
- Jon Carin - Teclados en "Marooned", "Keep Talking" y "High Hopes".
- Guy Pratt - Bajo en "Marooned" y "Keep Talking".
- Tony Levin - Bajo en "Sorrow" y "Learning To Fly".
- Clare Torry - Voces en "The Great Gig in the Sky".
- Sam Brown, Durga McBroom y Carol Kenyon - coros en "Keep Talking".
- Dick Parry - saxofón en "Money", "Shine On You Crazy Diamond" y "Us and Them".
- Michael Kamen - orquestación en "High Hopes", "The Fletcher Memorial Home" y "When the Tigers Broke Free", además de piano en The Fletcher Memorial Home.
- Lee Ritenour - guitarra acústica en "Comfortably Numb".
- 8 miembros del Salvation Army (The International Staff Band) - Ray Bowes (corneta), Terry Camsey (corneta), Mac Carter (trombón), Les Condon (bajo en mi bemol), Maurice Cooper (bombardino), Ian Hankey (trombone), George Whittingham (bajo en si bemol), entre otros, en "Jugband Blues".
- Storm Thorgerson - diseño de la portada.